# Spharagemon cristatum
Spharagemon cristatum är en insektsart som beskrevs av Scudder, S.H. 1875. Spharagemon cristatum ingår i släktet Spharagemon och familjen gräshoppor. Inga underarter finns listade i Catalogue of Life.